# Bernard Madrelle
Bernard Madrelle (* 27. April 1944 in Saint-Seurin-de-Cursac; † 25. September 2020) war ein französischer Politiker.
Er war von 1978 bis 2007 zunächst Bürgermeister von Saint-Seurin-de-Cursac, dann von Blaye.
Madrelle war von 1978 bis 1986, dann von 1988 bis 1993 und von 1997 bis 2007 für den Parti socialiste Mitglied der französischen Nationalversammlung.
Er war der Bruder von Philippe Madrelle.
Er starb am 25. September 2020 im Alter von 76 Jahren.